# José Val del Omar
José Val del Omar (Granada, 27 de octubre de 1904 - Madrid, 4 de agosto de 1982) fue un fotógrafo, director de cine e inventor español.

## Biografía
Trabajó en las Misiones Pedagógicas de la Segunda República, contemporáneo de Federico García Lorca, Luis Cernuda, Josep Renau, María Zambrano y otros miembros de la llamada «Edad de Plata» truncada con el golpe de Estado de 1936, la Guerra Civil y la represión posterior.
Val del Omar fue un «creyente del cinema» que formuló mediante las siglas PLAT —que equivalen al concepto totalizador de Picto–Lumínica–Audio–Táctil—. En 1928 anticipó ya varias de sus técnicas más características, incluyendo el «desbordamiento apanorámico de la imagen», la salida fuera de los límites de la pantalla, y el concepto de «visión táctil». Dichas técnicas, y la del «sonido diafónico» y otras exploraciones en el campo sonoro, fueron aplicadas en su Tríptico elemental de España, que incluye: «Aguaespejo granadino» (1953-55), «Fuego en Castilla» (1958-60) y «Acariño galaico» (1961/1981-82/1995), concluido póstumamente. Sin embargo, su obra e investigaciones —sin fin, como él solía cerrar sus películas— no empezaron a ser valoradas y en cierto modo redescubiertas hasta poco antes de su muerte.
El Museo Nacional Centro de Arte Reina Sofía dedicó una exposición a su obra (2010-2011).
En 2022, el cineasta Jesús Ponce realiza un documental titulado "Val del Omar, poeta audiovisual" con intención de acercar su obra al público que se estrena en el Festival de Cine Europeo de Sevilla y la Seminci al mismo tiempo contando con la participación de otros artistas vinculados a la obra del propio Val del Omar como Soleá Morente, Lagartija Nick, el Niño de Elche, Ángel Arias, Fernando Rivas, Juan Sebastián Bollaín, el cineasta de vanguardia Marc Martí, María Cañas, Pedro G. Romero, Piluca Baquero o Gonzalo Saenz de Buruaga.
En 2023 se descubre en los archivos de la Filmoteca Española una película inédita titulada «Festival en las entrañas», un encargo del Ministerio de Información y Turismo español. La obra consiste en dos cortometrajes («Luna de sangre» y «Festival en las entrañas») realizados para la divulgación de la cultura española en la exposición universal de Nueva York de 1964.

## Cine
- Estampas (José Val del Omar y otros «misioneros», 1932, 13 minutos, blanco y negro, muda, 16 mm).
- Fiestas Cristianas / Fiestas Profanas (1934-35, 51 minutos, blanco y negro, muda, 16 mm) — documentales realizados en Lorca, Cartagena y Murcia con ocasión de las Misiones Pedagógicas, recuperados en 1994 gracias a su colaborador Cristóbal Simancas.
- Vibración de Granada (1935, 20 minutos, blanco y negro, muda, 16 mm).
- Película Familiar (1938, 8 minutos, blanco y negro, muda, 16 mm).
- Aguaespejo Granadino (1953-55, 21 minutos, color y blanco y negro, 35 mm).
- Fuego en Castilla (1958-60, 17 minutos, color y blanco y negro, 35 mm).
- Acariño Galaico (1961/1981–82/1995, 23 minutos, blanco y negro, 35 mm).
- Festival en las entrañas (1963-1965, 47 minutos, blanco y negro, 35 mm).